# بافل سوسكوف
بافل سوسكوف (مواليد 19 ديسمبر 1981) هو سبّاح ليتواني، مثّل بلاده في الألعاب الأولمبية الصيفية 2004.

## روابط خارجية
بافل سوسكوف على موقع الاتحاد الدولي للسباحة (الإنجليزية)
- بافل سوسكوف على موقع أوليمبيديا (الإنجليزية)